# نيك هوارد
نيك هوارد (بالإنجليزية: Nick Howard)‏ هو لاعب كرة قاعدة أمريكي، ولد في 16 أبريل 1993 في أولني في الولايات المتحدة.

## وصلات خارجية
- نيك هوارد على موقعبيزبول رفرنس.كوم (الدوري الثانوي) (الإنجليزية)